# Lista de prefeitos dos municípios mais populosos do Brasil
Esta é uma lista dos prefeitos dos cem municípios mais populosos do Brasil. A classificação das cidades segue a ordem decrescente do número de habitantes segundo dados do Censo 2022 do Instituto Brasileiro de Geografia e Estatística (IBGE). As capitais dos estados estão evidenciadas em negrito. A tabela abaixo relaciona os prefeitos municipais titulares do mandato iniciado em 2025 e a terminar em 1 de janeiro de 2029.

## Prefeitos atuais
| Posição | Município               | Unidade federativa  | Prefeito                   | Partido      |
| ------- | ----------------------- | ------------------- | -------------------------- | ------------ |
| 1       | São Paulo               | São Paulo           | Ricardo Nunes              | MDB          |
| 2       | Rio de Janeiro          | Rio de Janeiro      | Eduardo Paes               | PSD          |
| 3       | Brasília                | Distrito Federal    | Não possui prefeito        | —            |
| 4       | Fortaleza               | Ceará               | Evandro Leitão             | PT           |
| 5       | Salvador                | Bahia               | Bruno Soares Reis          | UNIÃO        |
| 6       | Belo Horizonte          | Minas Gerais        | Fuad Noman                 | PSD          |
| 7       | Manaus                  | Amazonas            | David Almeida              | Avante       |
| 8       | Curitiba                | Paraná              | Eduardo Pimentel           | PSD          |
| 9       | Recife                  | Pernambuco          | João Henrique Campos       | PSB          |
| 10      | Goiânia                 | Goiás               | Sandro Mabel               | UNIÃO        |
| 11      | Porto Alegre            | Rio Grande do Sul   | Sebastião Melo             | MDB          |
| 12      | Belém                   | Pará                | Igor Normando              | MDB          |
| 13      | Guarulhos               | São Paulo           | Lucas Sanches              | PL           |
| 14      | Campinas                | São Paulo           | Dário Saadi                | Republicanos |
| 15      | São Luís                | Maranhão            | Eduardo Braide             | PSD          |
| 16      | Maceió                  | Alagoas             | João Henrique Caldas       | PL           |
| 17      | Campo Grande            | Mato Grosso do Sul  | Adriane Lopes              | PP           |
| 18      | São Gonçalo             | Rio de Janeiro      | Nelson Ruas dos Santos     | PL           |
| 19      | Teresina                | Piauí               | Sílvio Mendes              | UNIÃO        |
| 20      | João Pessoa             | Paraíba             | Cícero Lucena              | PP           |
| 21      | São Bernardo do Campo   | São Paulo           | Marcelo Lima               | PODE         |
| 22      | Duque de Caxias         | Rio de Janeiro      | Netinho Reis               | MDB          |
| 23      | Nova Iguaçu             | Rio de Janeiro      | Dudu Reina                 | PP           |
| 24      | Natal                   | Rio Grande do Norte | Paulinho Freire            | UNIÃO        |
| 25      | Santo André             | São Paulo           | Gilvan Junior              | PSDB         |
| 26      | Osasco                  | São Paulo           | Gerson Pessoa              | PODE         |
| 27      | Sorocaba                | São Paulo           | Rodrigo Manga              | Republicanos |
| 28      | Uberlândia              | Minas Gerais        | Paulo Sérgio               | PP           |
| 29      | Ribeirão Preto          | São Paulo           | Ricardo Silva              | PSD          |
| 30      | São José dos Campos     | São Paulo           | Anderson Farias            | PSD          |
| 31      | Cuiabá                  | Mato Grosso         | Abílio Brunini             | PL           |
| 32      | Jaboatão dos Guararapes | Pernambuco          | Luiz José de Medeiros      | PL           |
| 33      | Contagem                | Minas Gerais        | Marília Campos             | PT           |
| 34      | Joinville               | Santa Catarina      | Adriano Silva              | NOVO         |
| 35      | Feira de Santana        | Bahia               | José Ronaldo               | UNIÃO        |
| 36      | Aracaju                 | Sergipe             | Emília Corrêa              | PL           |
| 37      | Londrina                | Paraná              | Tiago Amaral               | PSD          |
| 38      | Juiz de Fora            | Minas Gerais        | Margarida Salomão          | PT           |
| 39      | Florianópolis           | Santa Catarina      | Topázio Neto               | PSD          |
| 40      | Aparecida de Goiânia    | Goiás               | Leandro Vilela             | MDB          |
| 41      | Serra                   | Espírito Santo      | Weverson Meireles          | PDT          |
| 42      | Campos dos Goytacazes   | Rio de Janeiro      | Wladimir Garotinho         | PP           |
| 43      | Belford Roxo            | Rio de Janeiro      | Márcio Canella             | UNIÃO        |
| 44      | Niterói                 | Rio de Janeiro      | Rodrigo Neves              | PDT          |
| 45      | São José do Rio Preto   | São Paulo           | Coronel Fábio Cândido      | PL           |
| 46      | Ananindeua              | Pará                | Daniel Santos              | PSB          |
| 47      | Vila Velha              | Espírito Santo      | Arnaldinho Borgo           | PODE         |
| 48      | Caxias do Sul           | Rio Grande do Sul   | Adiló Didomenico           | PSDB         |
| 49      | Porto Velho             | Rondônia            | Léo Moraes                 | PODE         |
| 50      | Mogi das Cruzes         | São Paulo           | Mara Bertaiolli            | PODE         |
| 51      | Jundiaí                 | São Paulo           | Gustavo Martinelli         | UNIÃO        |
| 52      | Macapá                  | Amapá               | Antônio Furlan             | MDB          |
| 53      | São João de Meriti      | Rio de Janeiro      | Léo Vieira                 | Republicanos |
| 54      | Piracicaba              | São Paulo           | Helinho Zanatta            | PSD          |
| 55      | Campina Grande          | Paraíba             | Bruno Cunha Lima           | UNIÃO        |
| 56      | Santos                  | São Paulo           | Rogério Santos             | Republicanos |
| 57      | Mauá                    | São Paulo           | Marcelo Oliveira           | PT           |
| 58      | Montes Claros           | Minas Gerais        | Guilherme Guimarães        | UNIÃO        |
| 59      | Boa Vista               | Roraima             | Arthur Henrique Machado    | MDB          |
| 60      | Betim                   | Minas Gerais        | Heron Guimarães            | UNIÃO        |
| 61      | Maringá                 | Paraná              | Silvio Barros              | PP           |
| 62      | Anápolis                | Goiás               | Márcio Corrêa              | PL           |
| 63      | Diadema                 | São Paulo           | Taka Yamauchi              | MDB          |
| 64      | Carapicuíba             | São Paulo           | José Roberto               | PSD          |
| 65      | Petrolina               | Pernambuco          | Simão Durando              | UNIÃO        |
| 66      | Bauru                   | São Paulo           | Suéllen Rosim              | PSD          |
| 67      | Caruaru                 | Pernambuco          | Rodrigo Pinheiro           | Sem partido  |
| 68      | Vitória da Conquista    | Bahia               | Sheila Lemos Andrade       | UNIÃO        |
| 69      | Itaquaquecetuba         | São Paulo           | Eduardo Boigues            | PL           |
| 70      | Rio Branco              | Acre                | Tião Bocalom               | PL           |
| 71      | Blumenau                | Santa Catarina      | Egídio Ferrari             | PL           |
| 72      | Ponta Grossa            | Paraná              | Elizabeth Schmidt          | UNIÃO        |
| 73      | Caucaia                 | Ceará               | Naumi Amorim               | PSB          |
| 74      | Cariacica               | Espírito Santo      | Euclério Sampaio           | MDB          |
| 75      | Franca                  | São Paulo           | Alexandre Augusto Ferreira | MDB          |
| 76      | Olinda                  | Pernambuco          | Mirella Almeida            | PSD          |
| 77      | Praia Grande            | São Paulo           | Alberto Mourão             | MDB          |
| 78      | Cascavel                | Paraná              | Renato Silva               | PL           |
| 79      | Canoas                  | Rio Grande do Sul   | Airton Souza               | PL           |
| 80      | Paulista                | Pernambuco          | Ramos                      | PSDB         |
| 81      | Uberaba                 | Minas Gerais        | Elisa Araújo               | PSD          |
| 82      | Santarém                | Pará                | José Maria Tapajós         | MDB          |
| 83      | São Vicente             | São Paulo           | Kayo Amado                 | PODE         |
| 84      | Ribeirão das Neves      | Minas Gerais        | Túlio Raposo               | PP           |
| 85      | São José dos Pinhais    | Paraná              | Nina Singer                | PSD          |
| 86      | Pelotas                 | Rio Grande do Sul   | Fernando Marroni           | PT           |
| 87      | Vitória                 | Espírito Santo      | Lorenzo Pazolini           | Republicanos |
| 88      | Barueri                 | São Paulo           | Beto Piteri                | Republicanos |
| 89      | Taubaté                 | São Paulo           | Sergio Victor              | NOVO         |
| 90      | Suzano                  | São Paulo           | Pedro Ishi                 | PL           |
| 91      | Palmas                  | Tocantins           | Eduardo Siqueira Campos    | PODE         |
| 92      | Camaçari                | Bahia               | Luiz Caetano               | PT           |
| 93      | Várzea Grande           | Mato Grosso         | Flávia Moretti             | PL           |
| 94      | Limeira                 | São Paulo           | Murilo Félix               | PODE         |
| 95      | Guarujá                 | São Paulo           | Farid Madi                 | PODE         |
| 96      | Juazeiro do Norte       | Ceará               | Glêdson Lima Bezerra       | PODE         |
| 97      | Foz do Iguaçu           | Paraná              | General Silva e Luna       | PL           |
| 98      | Sumaré                  | São Paulo           | Henrique do Paraíso        | Republicanos |
| 99      | Petrópolis              | Rio de Janeiro      | Hingo Hammes               | PP           |
| 100     | Cotia                   | São Paulo           | Wellington Formiga         | PDT          |

## Distribuição partidária
No universo das cem cidades mais populosas, os partidos políticos que governam mais municípios são:
| Partido                                 | Sigla         | n.º de cidades governadas |
| --------------------------------------- | ------------- | ------------------------- |
| Partido Social Democrático              | PSD           | 17                        |
| Movimento Democrático Brasileiro        | MDB           | 11                        |
| Partido Liberal                         | PL            | 10                        |
| União Brasil                            | UNIÃO         | 10                        |
| Partido da Social Democracia Brasileira | PSDB          | 9                         |
| Progressistas                           | PP            | 8                         |
| Republicanos                            | Republicanos  | 8                         |
| Podemos                                 | PODE          | 6                         |
| Partido Socialista Brasileiro           | PSB           | 5                         |
| Partido dos Trabalhadores               | PT            | 5                         |
| Partido Democrático Trabalhista         | PDT           | 4                         |
| Avante                                  | Avante        | 1                         |
| Cidadania                               | Cidadania     | 1                         |
| Partido Novo                            | NOVO          | 1                         |
| Partido Renovação Democrática           | PRD           | 1                         |
| Partido Socialismo e Liberdade          | PSOL          | 1                         |
| Solidariedade                           | Solidariedade | 1                         |